# リリコ・オガサワラ
リリコ・オガサワラ（Liliko Ogasawara 1972年5月21日-) は、アメリカ合衆国ニュージャージー州イングルウッド出身の柔道選手。現役時代は66kg級の選手。

## 人物
最初は61kg級の選手だったが、1990年に階級を66kg級に上げると、1993年の世界選手権では決勝で韓国の曺敏仙に大内刈で敗れたものの2位となった。1995年の世界選手権では3位になった。しかし翌年のアトランタオリンピックでは7位に終わってメダルを獲得できなかった。2012年現在は、父親が主宰する国士道場で指導者として活動している。

## 主な戦績
61kg級での戦績
- 1988年 - オーストリア国際　3位
- 1988年 - パンナム選手権　優勝
- 1989年 - ポーランド国際　3位

66kg級での戦績
- 1990年 - 世界ジュニア　3位
- 1991年 - パンアメリカン競技大会　3位
- 1993年 - 環太平洋柔道選手権大会　優勝
- 1993年 - 世界選手権　2位
- 1994年 - オーストリア国際　2位
- 1995年 - パンアメリカン競技会　2位
- 1995年 - 世界選手権　3位
- 1996年 - アトランタオリンピック　7位
- 1998年 - イギリス国際　優勝